# سیارک ۴۲۷۱
سیارک ۴۲۷۱ (به انگلیسی: 4271 Novosibirsk، نامگذاری:1976GQ6) چهار هزار و دویست و هفتاد و یکمین سیارک کشف شده‌است که در ۳ آوریل ۱۹۷۶ کشف شد.
قدر مطلق سیارک برابر ۱۱٫۸۰ است.